# نظام أشتو لتصنيف التربة
نظام الجمعية الأمريكية لموظفي الطرق السريعة والنقل لتصنيف التربة، ويسمّى اختصاراً بنظام أشتو لتصنيف التربة (بالإنجليزية: AASHTO soil classification system)‏ نظامٌ طوّرته الجمعية الأمريكية لموظفي الطرق السريعة والنقل، ويستخدم لتصنيف التربة وخلطاتها المجمعة لأغراض بناء الطرق السريعة. تم تطوير نظام التصنيف لأول مرة من قبل هوجونتوغلر وكارل فون ترزاغي في عام 1929م، وقد تم تعديله عدة مرات منذ ذلك الحين.
| التصنيف العام                                                | المواد الحبيبية (بالإنجليزية: Granular Materials)‏ (35% او أقل يمر من منخل #200 (0.075 ملم)) | المواد الحبيبية (بالإنجليزية: Granular Materials)‏ (35% او أقل يمر من منخل #200 (0.075 ملم)) | المواد الحبيبية (بالإنجليزية: Granular Materials)‏ (35% او أقل يمر من منخل #200 (0.075 ملم)) | المواد الحبيبية (بالإنجليزية: Granular Materials)‏ (35% او أقل يمر من منخل #200 (0.075 ملم)) | المواد الحبيبية (بالإنجليزية: Granular Materials)‏ (35% او أقل يمر من منخل #200 (0.075 ملم)) | المواد الحبيبية (بالإنجليزية: Granular Materials)‏ (35% او أقل يمر من منخل #200 (0.075 ملم)) | المواد الحبيبية (بالإنجليزية: Granular Materials)‏ (35% او أقل يمر من منخل #200 (0.075 ملم)) | مواد طينينة (بالإنجليزية: Silt-Clay Materials)‏ (أكثر من 35% يمر من منخل #200 (0.075 ملم)) | مواد طينينة (بالإنجليزية: Silt-Clay Materials)‏ (أكثر من 35% يمر من منخل #200 (0.075 ملم)) | مواد طينينة (بالإنجليزية: Silt-Clay Materials)‏ (أكثر من 35% يمر من منخل #200 (0.075 ملم)) | مواد طينينة (بالإنجليزية: Silt-Clay Materials)‏ (أكثر من 35% يمر من منخل #200 (0.075 ملم)) |
| ------------------------------------------------------------ | ------------------------------------------------------------------------------------------- | ------------------------------------------------------------------------------------------- | ------------------------------------------------------------------------------------------- | ------------------------------------------------------------------------------------------- | ------------------------------------------------------------------------------------------- | ------------------------------------------------------------------------------------------- | ------------------------------------------------------------------------------------------- | ----------------------------------------------------------------------------------------- | ----------------------------------------------------------------------------------------- | ----------------------------------------------------------------------------------------- | ----------------------------------------------------------------------------------------- |
| تصنيف المجموعة                                               | A-1                                                                                         | A-1                                                                                         | A-3                                                                                         | A-2                                                                                         | A-2                                                                                         | A-2                                                                                         | A-2                                                                                         | A-4                                                                                       | A-5                                                                                       | A-6                                                                                       | A-7                                                                                       |
| تصنيف المجموعة                                               | A-1-a                                                                                       | A-1-b                                                                                       | A-3                                                                                         | A-2-4                                                                                       | A-2-5                                                                                       | A-2-6                                                                                       | A-2-7                                                                                       | A-4                                                                                       | A-5                                                                                       | A-6                                                                                       | A-7-5 A-7-6                                                                               |
| التحليل بالمناخل (بالإنجليزية: Sieve analysis)‏، نسبة المار%  |                                                                                             |                                                                                             |                                                                                             |                                                                                             |                                                                                             |                                                                                             |                                                                                             |                                                                                           |                                                                                           |                                                                                           |                                                                                           |
| منخل #10 (2.00 ملم)                                          | أقصى قيمة 50                                                                                | …                                                                                           | …                                                                                           | …                                                                                           | …                                                                                           | …                                                                                           | …                                                                                           | …                                                                                         | …                                                                                         | …                                                                                         | …                                                                                         |
| منخل #40 (0.425 ملم)                                         | أقصى قيمة 30                                                                                | أقصى قيمة 50                                                                                | أدنى قيمة 51                                                                                | …                                                                                           | …                                                                                           | …                                                                                           | …                                                                                           | …                                                                                         | …                                                                                         | …                                                                                         | …                                                                                         |
| منخل #200 (0.075 ملم)                                        | أقصى قيمة 15                                                                                | أقصى قيمة 25                                                                                | أقصى قيمة 10                                                                                | أقصى قيمة 35                                                                                | أقصى قيمة 35                                                                                | أقصى قيمة 35                                                                                | أقصى قيمة 35                                                                                | أدنى قيمة 36                                                                              | أدنى قيمة 36                                                                              | أدنى قيمة 36                                                                              | أدنى قيمة 36                                                                              |
| خصائص الجزء المارّ من منخل #40 (0.425 ملم)                    |                                                                                             |                                                                                             |                                                                                             |                                                                                             |                                                                                             |                                                                                             |                                                                                             |                                                                                           |                                                                                           |                                                                                           |                                                                                           |
| حد الميوعة (السيولة) (بالإنجليزية: Liquid Limit)‏             | …                                                                                           | …                                                                                           | …                                                                                           | أقصى قيمة 40                                                                                | أدنى قيمة 41                                                                                | أقصى قيمة 40                                                                                | أدنى قيمة 41                                                                                | أقصى قيمة 40                                                                              | أدنى قيمة 41                                                                              | أقصى قيمة 40                                                                              | أدنى قيمة 41                                                                              |
| مؤشر اللدونة (بالإنجليزية: Plasticity Index)‏                 | أقصى قيمة 6                                                                                 | أقصى قيمة 6                                                                                 | لا يوجد قيمة                                                                                | أقصى قيمة 10                                                                                | أقصى قيمة 10                                                                                | أدنى قيمة 11                                                                                | أدنى قيمة 11                                                                                | أقصى قيمة 10                                                                              | أقصى قيمة 10                                                                              | أدنى قيمة 11                                                                              | أدنى قيمة 11                                                                              |
| الأنواع الاعتيادية لأهم المواد المكوِّنة                       | فتات الحجر، الحصى والرمل                                                                    | فتات الحجر، الحصى والرمل                                                                    | رمل ناعم                                                                                    | الحصى والرمل الطيني أو الغريني (الطمي)                                                      | الحصى والرمل الطيني أو الغريني (الطمي)                                                      | الحصى والرمل الطيني أو الغريني (الطمي)                                                      | الحصى والرمل الطيني أو الغريني (الطمي)                                                      | تربة غرينية (طمية) (بالإنجليزية: Silty soils)‏                                             | تربة غرينية (طمية) (بالإنجليزية: Silty soils)‏                                             | تربة طينية(بالإنجليزية: Clayey soils)‏                                                     | تربة طينية(بالإنجليزية: Clayey soils)‏                                                     |
| التقييم العام كطبقة تحتية في الشوارع (بالإنجليزية: Subgrade)‏ | ممتاز الجودة إلى جيّد الجودة                                                                 | ممتاز الجودة إلى جيّد الجودة                                                                 | ممتاز الجودة إلى جيّد الجودة                                                                 | ممتاز الجودة إلى جيّد الجودة                                                                 | ممتاز الجودة إلى جيّد الجودة                                                                 | ممتاز الجودة إلى جيّد الجودة                                                                 | ممتاز الجودة إلى جيّد الجودة                                                                 | متوسط الجودة إلى سيئ الجودة                                                               | متوسط الجودة إلى سيئ الجودة                                                               | متوسط الجودة إلى سيئ الجودة                                                               | متوسط الجودة إلى سيئ الجودة                                                               |